# Bataillon de marche
Un bataillon de marche est une unité provisoire composée de plusieurs compagnies formées de manière non conventionnelles. Une unité est dite « de marche » (BM) lorsqu'elle est formée à partir d'éléments d'autres unités. 

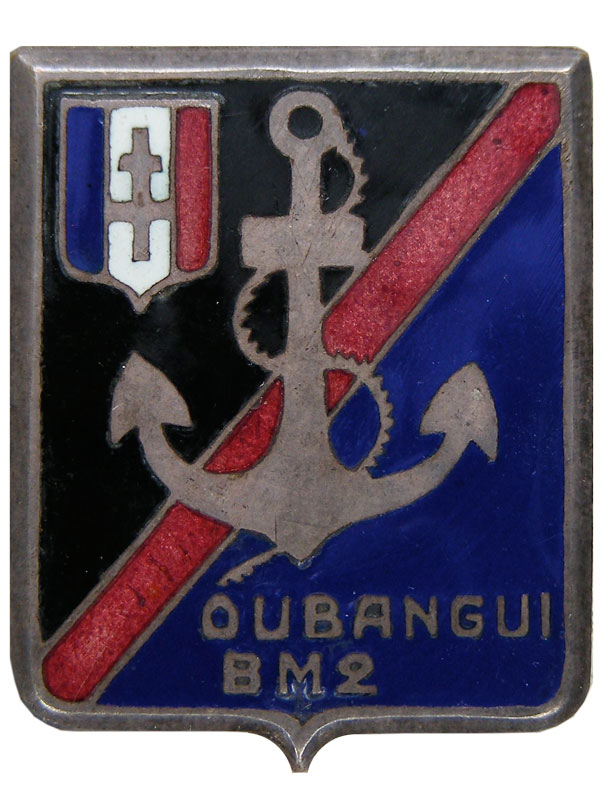
Insigne du bataillon de marche no 2 de l'Oubangui-Chari (Afrique équatoriale française)

## Historique
Une unité militaire est dite « de marche » si elle est mise sur pied pour une opération ou une période donnée ; elle est créée provisoirement.
En pratique, cela résulte le plus souvent de pertes trop lourdes dans les unités d'origine, mais cela peut aussi résulter d'un ralliement local d'unités plus petites. Le terme « marche » désigne une unité qui est formée pour un temps limité, en général pour la durée de la campagne.
Durant la Première Guerre mondiale, ce type d'unité a été créé à la suite d'une décision ministérielle du 25 janvier 1915 prévoyant la constitution de 40 bataillons de marche en France, soit deux par région militaire. Cette volonté fait suite à la crise des effectifs qui se fait déjà sentir et à l'obstination de l'état-major d'employer le maximum de troupes au front afin de s'assurer de la supériorité numérique. Ces bataillons sont composés de recrues, de soldats encore dans les dépôts et de blessés redevenus disponibles.
En février 1915, à partir de renforts de tous les régiments de la place de Belfort, est formé un bataillon de marche, à la caserne Bechaud, portant le numéro 171. Le 24 mars 1915, les trois bataillons de marche des régiments d'infanterie du 63e RI, 107e RI et 171e RI sont mis à la disposition du 6e corps d'armée. Le BM du 171e RI sert à reconstituer le 132e RI.
Les bataillons d'infanterie légère d'Afrique (BILA) étaient des bataillons formant corps. En 1914, les effectifs devant pour la plupart rester en garnison en Afrique du Nord, on a formé dès octobre 1914 et pour la durée de la guerre, trois Bataillons de Marche d'Infanterie Légère d'Afrique (BMILA) destinés à combattre en Belgique et en métropole, à savoir les 1er, 2e et 3e BMILA.
Pendant la Seconde Guerre mondiale, 24 bataillons de marche coloniaux voient le jour au sein des Forces française libres, pour la durée du conflit. Certains d'entre eux sont même récompensés de la plus haute récompense militaire : la croix de la Libération, comme le bataillon de marche no 2 de l'Oubangui-Chari.
Pendant la guerre d'Indochine, l'Armée de terre envoie plusieurs bataillons de marche formés à partir des régiments restés en France ou en Allemagne. Sont également mis sur pied d'autres unités comme les bataillons de marche d'Extrême-Orient (BMEO) et les bataillons de marche de tirailleurs sénégalais (BMTS).
Pendant la guerre d'Algérie, l'arme du train met sur pied des bataillons de marche pour servir comme infanterie.
Le terme de « marche » se rencontre aussi dans le maintien de l'ordre public : la Police nationale ainsi que la Gendarmerie nationale ont la possibilité de mettre sur pied des « compagnies de marche ».

### Cavalerie
Les escadrons de marche sont en vigueur dans la cavalerie.